# Shawty Get Loose
"Shawty Get Loose" é o terceiro single da rapper Lil Mama em seu álbum de estréia, Voice of the Young People. A faixa tem a participação de T-Pain. Na versão normal T-Pain canta apenas no refrão. No remix, Chris Brown é quem canta o refrão enquanto T-Pain tem sua própria estrofe.

## Videoclipe
O vídeo foi filmado em Miami, Flórida e foi dirigido por R. Malcolm Jones. No final do vídeo há uma dedicação para Tara Kirkland, mãe de Lil Mama.
O clipe é similar a Scream, de Michael Jackson e Janet Jackson.

## Desempenho nas paradas
| Top (2008)                         | Melhor posição |
| ---------------------------------- | -------------- |
| Estados Unidos - Billboard Hot 100 | 10             |